# Rafael Vinicius Carvalho Longuine
Rafael Vinicius Carvalho Longuine, genannt Rafinha oder Rafael Longuine (* 30. Mai 1990 in Paranavaí) ist ein brasilianischer Fußballspieler.

## Karriere
Rafinha entsprang dem Nachwuchsbereich des EC Juventude, wo er 2009 den Sprung in den Profikader schaffte. Nach weiteren Zwischenstationen, spielte er in der Saison 2011/12 für den LASK Linz in der Ersten Liga, der zweiten österreichischen Leistungsstufe. Nach Beendigung der Saison ging er wieder nach Brasilien zurück. Im Jahr 2015 spielte er für Grêmio Osasco Audax, bestritt alle 15 Spiele der Gruppenphase der Staatsmeisterschaft von São Paulo, Serie A-1, und erzielte dabei acht Tore. Obwohl die Mannschaft nicht weiterkam, wurde er mit dem Sonderpreis Revelação (Entdeckung) ausgezeichnet. Danach wechselte er zum Staatsmeister FC Santos, mit dem er 2015 Vizemeister der Copa do Brasil 2015 wurde. In dem Klub konnte er sich nicht als Stammspieler etablieren und wurde ab der Saison 2017 an andere Klubs ausgeliehen. Dabei sicherte lediglich die Leihe an den Coritiba FC 2017 eine Teilnahme an der obersten Spielklasse. Seitdem tritt nur für unterklassige Klubs in seiner Heimat an.

## Erfolge
Santos
- Staatsmeisterschaft von São Paulo: 2016

CRB
- Staatsmeisterschaft von Alagoas: 2020, 2022, 2023